# 隆布·考托
隆布·考托（匈牙利語：Lomb Kató，1909年2月8日—2003年6月9日），匈牙利翻譯家、語言學習者，也是世界上最早的同步口譯者之一。

## 生平與語言的學習
她出生於匈牙利的佩奇，匈牙利語是她的母語；中學時她學過一點法語，大學時她學的是物理學與化學，但只因專業的緣故學過拉丁文。博士畢業後由於一九三零年代就業前景不佳，只能硬著頭皮開始學習英語。她的第一種方法是使用原文大量閱讀自己喜歡的讀物。1933年的春天，她在租得一小房間，在破沙發上日夜讀著讀英國小說家高爾斯華綏的作品；她自述，一週之後已能猜測大意、一個月後漸能理解、兩個月後已是樂在其中了。在二次大戰之中的1943年起，卡托·蘿姆布利用躲空襲的時間認真閱讀俄國小說家果戈里的《死魂靈》；1945年，已能作匈牙利政府的俄語翻譯。她的第二種方法是大量使用：由於當時英語教師缺乏，她一方面學習，一方面將自己剛學到的融會貫通、傳授與學生；用她的話說，「只領先學生一、兩課( just one or two lessons ahead of my students)」。1940年代末，她開始學習羅馬尼亞語。
1950年代，她一方面在大學教工程系的學生俄語，另一方面也想學習東方語言。她參加了同大學東方學院的漢語班，購買字典，並在兩年的學習後開始翻譯喜歡的小說，並為中國的代表團做同步口譯。1956年，由於有了漢字基礎，隆布·考托開始學習日語，便開始為在布達佩斯舉辦的各項展覽會做翻譯。透過上述閱讀小說以及教學、翻譯的學習方式，她最終學得了16種語言，包括：英語、法語、德語、俄語、母語匈牙利語（能熟練同步對譯）；義大利語、西班牙語、日語、漢語、波蘭語（需有約半天熟悉相關背景）；以及保加利亞語、羅馬尼亞語、烏克蘭語、捷克語、丹麥語、拉丁文（能做翻譯）。
隆布·考托於2003年逝於布達佩斯。

## 自習語言原則
隆布·考托深信她的語言學習法能適用於每一個人。她認為在語言學習中，興趣乘上學習時間就像分子，而壓力就像分母；要成功學習，就要加大分子並縮減分母。「堅持不懈」是成功學習外語的主要因素，每天最忙也要擠出十分鐘讀外文，這就是興趣的表現；已盡力發音、翻譯，卻被他人無情的糾正，這就是壓力的來源，對興趣的培養有莫大壞處。
她認為自習語言有所謂「三A」ː Autolexia、Autographia、與Autologia，自習者宜並重之。 Auto-在希臘文表自行之意；-lexia、-graphia與-logia亦來自希臘文，分別為閱讀、寫作、口說的意思。Autolexia即為自己而讀：使用自己有興趣的讀物，在一定文義脈絡下習得字彙，並透過詞組來學習，而非只記單字，方能攫取詞性、陰陽性乃至慣用法方面的知識。 Autographia即為自己而寫，形每日之思於文字。Autologia即為自己而講：不僅是對自己講，講的內容也是自己的生活與對周遭事物的想法。

## 延伸阅读
- 《我是怎样学外语的：二十五年学用十六种外语经验谈》，叶瑞安譯，外语教学与研究出版社，1982年5月出版。
- 《我是怎样学习外语的》，亚历山德拉·纳乌缅科譯，黑龙江人民出版社，1983年5月出版。